# Оберуккерзе
Оберуккерзе (нем. Oberuckersee) — община в Германии, в земле Бранденбург.
Входит в состав района Уккермарк. Подчиняется управлению Грамцов. Население составляет 1763 человека (на 31 декабря 2010 года). Занимает площадь 84,91 км².
| Год  | Население |
| ---- | --------- |
| 2005 | 1943      |
| 2010 | 1803      |